# Gustaf Macklier
Gustaf Macklier, född 1641, död 17 juli 1701 i Göteborg, var en svensk militär.
Gustaf Macklier var son till Hans Macklier och Anna Gubbertz. Han blev pikenerare vid prinsens av Oranien garde i september 1660 och medföljde till England i drottningens av Böhmen svit i maj 1661. Macklier blev engagerad vid franska schweizergardet och furstens av Soissons livkompani samma år och grand mousqueteur 1663. Under sin tid i fransk tjänst bevistade han under Henri de la Tour d'Auvergne de Turenne kampanjen i Holland 1665. År 1667 tog han avsked ur sin franska tjänst och återkom till Sverige. Här blev Macklier kaptenlöjtnant vid Älvsborgs infanteriregemente, kapten där 1669, major 1674, överstelöjtnant vid brodern Peter Mackliers regemente 1675 och överste för de nyutskrivna knektarna i Älvsborgs län. Han blev svårt sårad och tillfångatagen vid brandenburgarnas stormning av Wolin. Efter utväxling blev han på nytt tillfångatagen vid danskarnas stormning av Kristianstad 1676 och sedan åter tillfångatagen vid en sjöstrid vid Lolland 1677. År 1678 deltog han i undsättningen av Bohus fästning. Macklier blev 1678 överstelöjtnant vid Västgöta regemente och var 1680–1701 kommendant i Göteborg och överste och chef för Svenska livregementet till fot.